# José Luis Uribarri Grenouillou
José Luis Uribarri Grenouillou (Àvila, 9 d'agost de 1936 — Boadilla del Monte, Comunitat de Madrid, 23 de juliol de 2012) va ser un presentador i realitzador que va desenvolupar la major part de la seva carrera professional en Televisió Espanyola.

## Biografia
Va acabar el batxillerat en el col·legi Marista de Palència. Després d'abandonar els seus estudis de Dret, s'inicia en el món de la comunicació en 1956 com a locutor de Ràdio Joventut, a la qual seguiria Ràdio Intercontinental. Ja des d'aquesta primera etapa va començar a escriure guions per a programes musicals.
Va debutar en Televisió Espanyola el 1958, en presentar-se al concurs de descobriment de nous talents Caras nuevas, que presentava Blanca Álvarez. Després de ser contractat per TVE, aviat es va posar enfront de les cambres. Al llarg de la següent dècada s'aniria consolidant com un dels presentadors més populars de la televisió en Espanya. Així mateix, va anar també veu corporativa de continuïtat en TVE 1 i TVE 2 de 1991 a 1996, presentant avanços de programació, inicis i tancaments d'emissió de la cadena.
Un dels seus majors èxits professionals va ser el programa musical Aplauso, que va dirigir entre 1978 i 1983, i que es va convertir en un autèntic referent de la música d'actualitat en l'època
Va estar molt associat a la retransmissió del Festival de la Cançó d'Eurovisió, del qual es va fer càrrec com a comentarista en un gran nombre d'edicions des de 1969 a 2010, en un total de 19 ocasions, sent el comentarista espanyol que més edicions ha narrat el festival. A Espanya es van fer molt cèlebres les seves prediccions quant al sentit del vot dels diferents països, recordant-se més els encerts que els errors.
Va fer també algunes incursions en el món del cinema, amb petits papers en pel·lícules com Historias de la televisión (1965), de José Luis Sáenz de Heredia, en la qual s'interpretava a si mateix, A 45 revoluciones por minuto (1969), de Pedro Lazaga o El Astronauta (1970), de Javier Aguirre.
El 1966 se li va concedir un Premi Ondas (Nacionals de Televisió). En els anys 70 va ser director de relacions públiques d'un banc.
La seva primera esposa va ser Alicia Mansberger Martín, amb la qual va tenir dues filles, Alicia (1964) i Susana (1965), i de la que es va separar el 1982. En 1986 es va casar amb Amparo Losada Díaz.
Va reaparèixer com a tertulià en el programa de La 1 de TVE Salvemos Eurovisión, emès el 8 de març de 2008. L'espai va ser presentat per la italiana Raffaella Carrà, on es decidia el representant d'Espanya al Festival de la Cançó d'Eurovisió de 2008.
Poc després va ser com a convidat en la gala especial "Dansin Chiki Chiki", emesa el 29 d'abril de 2008, on es triaven a les tres acompanyants de Rodolfo Chikilicuatre, representant espanyol d'Eurovisió 2008. Va fer gala de la seva posició davant aquest, que per a res era positiva i optimista. Uribarri va demostrar al llarg del programa la seva rotunda oposició, malgrat l'èxit mediàtic de Rodolfo. Dies abans a l'actuació de Rodolfo, Uribarri va reconèixer la seva equivocació i l'èxit de Rodolfo, davant l'emoció d'aquest.
L'any 2009 va ser elegit com a jurat per a la preselecció eurovisiva espanyola d'aquest any, "Eurovision: El Retorno", presentada per Alaska i Miguel Serrano. Pel compromís que va adquirir per a ser també jurat oficial del propi festival d'Eurovisió al maig de 2009. Uribarri no va ser escollit aquest any per a comentar el festival en aquesta edició. Va tornar a ser escollit comentarista per a l'edició de 2010.
Al novembre de 2010 va començar a presentar el programa cinematogràfic Nuestro Cinema  en la cadena 13 TV, dedicada a la difusió dels valors i credo de l'Església Catòlica.
Malgrat els seus problemes de salut, Uribarri es va mantenir en actiu fins a l'1 juliol de 2012, quan es va emetre per última vegada el programa de cinema que ell presentava per a prendre's un descans. En el 2004 va sofrir una embòlia, i el 18 de juliol de 2012 és hospitalitzat a causa d'una hemorràgia cerebral massiva. Finalment, José Luis va morir el 23 de juliol del mateix any.

## Trajectòria en TV
- Primer éxito (1961)
- Telediario (1961-1962)
- Fin de semana (1963)
- Salto a la fama (1964-1965)
- TVE es noticia (1966-1970)
- Noches de Europa (1968)
- Comentarista del Festival d'Eurovisió (19 edicions: 1969, 1970, 1974-1976, 1992-2003, 2008 y 2010)
- Hispanovisión (1970)
- La semana que viene (1970-1971)
- En equipo (1970-1971)
- Pasaporte a Dublín (1970)
- Siempre en domingo (1972)
- Tarde para todos (1972)
- Aquí y ahora (1975)
- Aplauso (1978-1983)
- Eurovisión siglo XX (1998)
- Eurocanción (2000-2001)
- Operación Eurovisión (2002-2004)
- El desafío bajo cero (2006)
- Salvemos Eurovisión (2008)
- Dansin Chiki Chiki (2008)
- Eurovisión 2009: El retorno (2009)
- Jurat del Festival d'Eurovisió (2009)
- Aída (2009)
- Nuestro Cine (2011-2012)

## Trajectòria en ràdio
- Mediodía en la City (City FM Radio) (de desembre de 2004 a juliol de 2006)
- Acción Inmediata Magazine (City FM Radio) (de setembre de 2006 fins a febrer de 2009)

## Premis
- Antena de Oro (1962).
- Premi Ondas (1966).
- Premio a Toda Una Vida Dedicada a Eurovisión (2001).
- Galardones La Alcazaba, Premi Embajador Abulense (2011).